# Unterammergau
Unterammergau er en kommune i Landkreis Garmisch-Partenkirchen i Regierungsbezirk Oberbayern i den tyske delstat Bayern. Den er administrationsby i Verwaltungsgemeinschaft Unterammergau. Kommunen ligger i Ammertal ved floden Ammer/Amper.